# Blut Christi

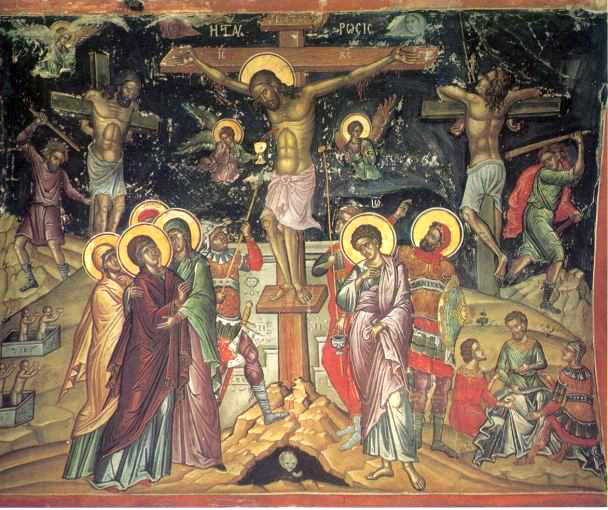
Kreuzigungsikone von Theophanes dem Kreter. Das Blut aus der Seite Christi wird von Engeln in einem Kelch aufgefangen

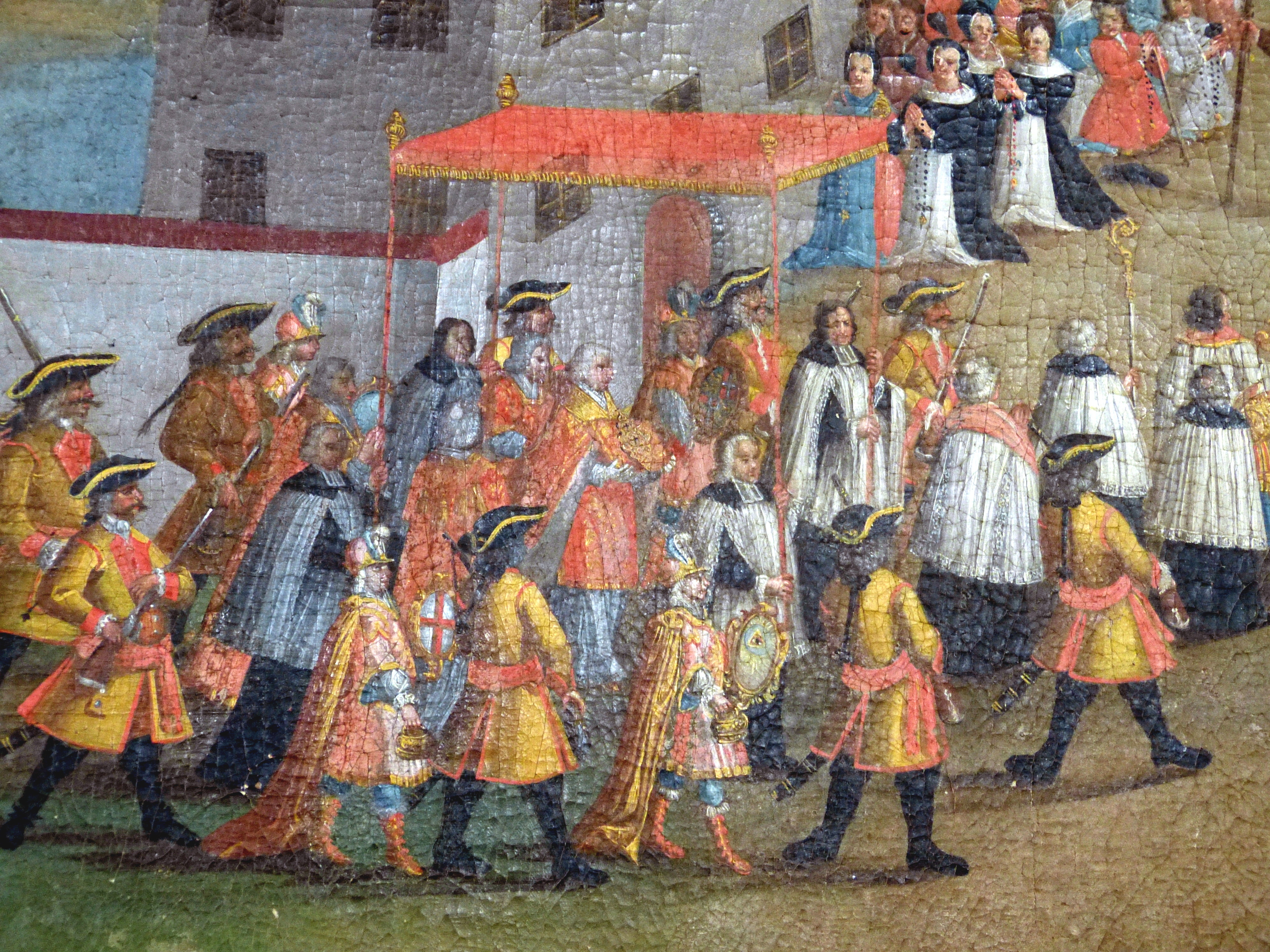
Reichenau, Ortsteil Mittelzell: Münster – Darstellung der Heimholung der Heilig-Blut-Reliquie ins Kloster Reichenau durch Johann Franz Schenk von Stauffenberg, Bischof von Konstanz, am 26. Mai 1738 (Detail: Bischof mit Reliquie unter Baldachin)

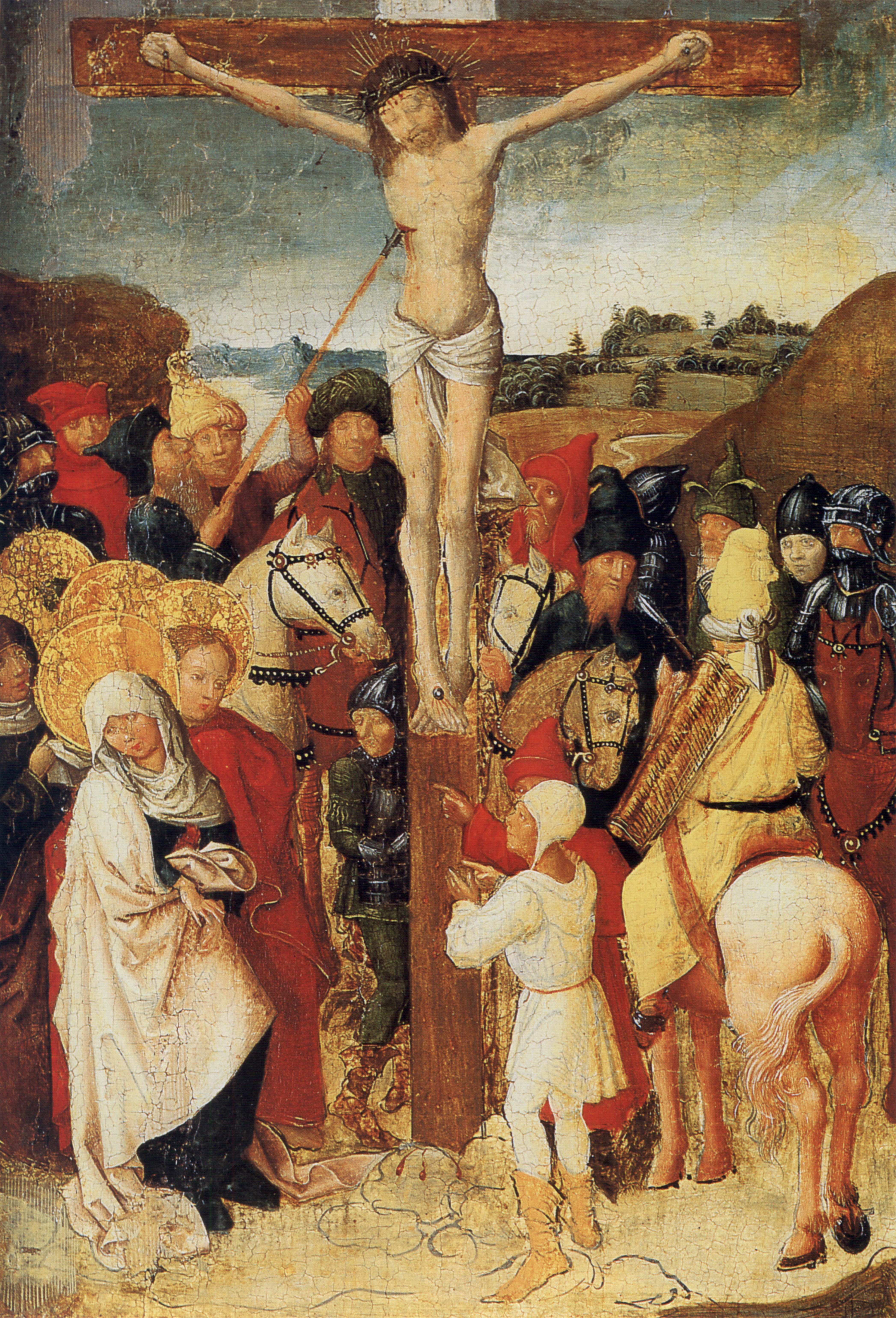
Heilig-Blut-Tafel der Abtei Weingarten (um 1489)

Das Blut Christi bezeichnet in der christlichen Theologie
1. das Blut Jesu Christi, das er auf dem Kreuz für die Rettung der Menschheit gegeben hat,
2. das Sakrament der Eucharistie in der Gestalt von Wein.

Die Verehrung des heiligen Blutes war vielerorts verbunden mit Blut-Reliquien und dem Glauben an ein Blut-Wunder und stand im Mittelpunkt eines liturgischen Ideenfestes.

## Theologie
Im Spätjudentum und im Neuen Testament bezeichnet das Begriffspaar „Fleisch und Blut“ den gesamten Menschen in seiner vergänglichen Natur (Sir 14,18 , 17,31 ; Mt 16,17 ; Joh 1,13 ) und somit auch die Beschaffenheit, die der Sohn Gottes bei seiner Menschwerdung angenommen hat (Hebr 2,14 ).
Gleich allen Religionen der Antike erkannte auch die Religion Israels dem Blut einen heiligen Charakter zu, denn im Blut ist das Leben (Lev 17,11.14 ; Dtn 12,23 ), und alles, was mit dem Leben zusammenhängt, steht in enger Beziehung zu Gott, dem einzigen Herrn des Lebens. Daraus ergeben sich drei Folgerungen: das Verbot des Mordes, das Verbot des Blutgenusses, die Verwendung des Blutes im Kult.
Das Neue Testament knüpft an den antiken Blutkult an und überträgt die Aspekte der Sühne und der Vereinigung durch Blut in die christliche Symbolik.
Das Blut hat nun vor allem als Blut Jesu Bedeutung (Röm 3,25 ; Hebr 9,7 , 13,11 ). Durch Christi Blut wird der Bund Gottes mit den Menschen (Jes 53,12 ) erneuert (Lk 22,20 ). Gott bietet dem Menschen die Vergebung seiner Sünden an (Mt 26,28  und Mk 14,24 ). In der Darstellung des Johannesevangeliums flossen bei der Kreuzigung aus der Seite Christi, die von der Lanze durchstochen wurde, Wasser und Blut (Joh 19,31–37 ) als doppeltes Zeugnis der Liebe Gottes, das das Zeugnis des Geistes bekräftigt (1 Joh 5,6–8 ).
In dieser Bedeutung wird das Blut Christi bei der Eucharistie getrunken als Zeichen der Erneuerung des Bundes und der Vergebung der Sünden (auch Joh 6,53–54 ; 1 Kor 10,16 ). Und gerade hierin, in Christi Tod das letzte (einmalige) Opfer zu sehen (Röm 6,10 ; Hebr 7,27 , 9,12 , 10,10 ), liegt auch die Ablehnung anderer, weiterer Opfer begründet (Wolfgang Trillhaas). Zudem handelt es sich bei diesem (je nach christlichem Verständnis) um ein Selbstopfer oder ein Opfer Gottes (der seinen Sohn opfert) und impliziert die Abschaffung der Blutrache.
Beim letzten Abendmahl mit seinen Jüngern am Abend vor seiner Hinrichtung am Kreuz bestimmte Jesus Brot und Wein zu bleibenden Zeichen seiner Gegenwart in der christlichen Gemeinde, und er deutete das Brot als seinen Leib und den Wein als sein Blut: „Er nahm den Kelch, sprach das Dankgebet und reichte ihn den Jüngern mit den Worten: Trinkt alle daraus; das ist mein Blut, das Blut des Bundes, das für viele vergossen wird zur Vergebung der Sünden.“ (Mt 26,27–28 ) Die Verwandlung (Transsubstantiation) des Weines in das Blut Christi ist seitdem das zentrale Geheimnis der Eucharistie. Bei der Eucharistie bedeutet das Trinken von Wein, in dem das Blut Christi gesehen wird, – vor allem in der ostkirchlichen und der neueren westlichen Theologie – auch die Vereinigung des Menschen mit Gott und die Teilhabe an seinem göttlichen Wesen. Bei einem solchen Verständnis des Abendmahles, z. B. bei Michael Rau, sieht man im „Blut Christi“ nicht das Sühneblut, sondern wie im Alten Testament das Leben Gottes bzw. den Geist Gottes.
Allerdings fanden sich in der Alten Kirche Analogien, die im Tod des Gerechten Sühne sahen (4 Makk 6,28–30, 17,22). Nicht zuletzt hierin begründete sich das Märtyrertum, das auch „Bluttaufe“ genannt wird (unter Bezug auf Lk 12,50 , Joh 19,32 , 1 Joh 5,6  beschrieben in: Tertullian, de bapt.16; Cyprian, Ep. 73,22).

## Fest des kostbaren Blutes unseres Herrn Jesus Christus
Das Fest des kostbaren Blutes unseres Herrn Jesus Christus (Festum Pretiosissimi Sanguinis Domini Nostri Jesu Christi) ist ein Hochfest des Herrn, das im klassischen römischen Kalender (Calendarium Romanum antiquum) der tridentinischen Messe (Usus antiquior) der römisch-katholischen Kirche seit Mitte des 19. Jahrhunderts jährlich am 1. Juli begangen wird. Zudem ist der gesamte Monat Juli dem Kostbaren Blut Jesu Christi geweiht und trägt daher bis heute offiziell den Namen ,Monat des Kostbaren Blutes’. Das Fest geht aus zahlreichen regionalen Heilig-Blut-Festen hervor, die in Verbindung mit der Verehrung einer Blut-Reliquie im 11./12. Jahrhundert in Italien und Frankreich und im 14. Jahrhundert in über 100 Orten in Deutschland entstanden waren. Ab dem 17./18. Jahrhundert wurden Heilig-Blut-Feste auch unabhängig von örtlichen Blut-Reliquien begangen.
Papst Pius IX. fügte im Jahr 1849 als Dank für seine Rückkehr aus dem Exil von Gaeta das Fest für den 10. August in den damals allgemeinen römischen Kalender ein, Papst Pius X. verlegte das Fest auf den 1. Juli. Die Lesungstexte in der heiligen Messe sind Hebr 9,11–15  und Joh 19,30–35 . Papst Johannes XXIII approbierte am 24. Februar 1960 die Litanei vom Kostbaren Blut für den öffentlichen Gebrauch in der Kirche. Bei der Kalenderreform nach dem Zweiten Vatikanischen Konzil (1970) und der Einführung des Novus Ordo entfiel das Hochfest, da man darin eine Doppelung zu Fronleichnam sah, dem Hochfest des heiligsten Leibes und Blutes Christi, somit ist das Hochfest des kostbaren Blutes für den Novus Ordo nicht mehr vorgesehen, kann jedoch weiterhin als sogenannte Votivmesse gefeiert werden. Auch werden vielerorts Heiligblutreliquien unter anderem bei Reiterprozessionen, den sogenannten „Blutritten“, zur Verehrung durch Ortschaften oder Fluren getragen.

## Blutwunder und Blutreliquien
Aus dem Mittelalter stammen auch zahlreiche Blutwunder der Eucharistie (z. B. in Bolsena) oder von Märtyrern (z. B. Januarius in Neapel). Nach mittelalterlicher Vorstellung bildeten die sterblichen Überreste des Märtyrers ein Depositum seiner übernatürlichen Kräfte. Auch nachdem die Seele den Leib verlassen hatte, wurde dem Körper noch eine übernatürliche Kraft zugeschrieben, als deren begehrtester Träger das Blut galt.
Dasselbe gilt für Heilig-Blut-Reliquien (des Blutes Christi), die wie andere Christusreliquien (Dornenkrone, Speer, Nägel, Kreuz), seit dem 4. Jahrhundert aufgefunden, ab etwa 800 zunehmend auch nach Europa verbracht wurden. Der Höhepunkt der Blutreliquienverehrung fand während der Kreuzzüge statt, Blutreliquien wurden aber bis ins späte Mittelalter aus dem Heiligen Land nach Europa gebracht. Zu einem Wiedererstarken der Blutreliquienverehrung kam es nach dem Dreißigjährigen Krieg, als der leidende Christus als Motiv der Verehrung an Bedeutung gewann. Die Blutreliquienlegenden knüpfen an die Eröffnung des Leibes Christi, die Leichenbereitung und Einbalsamierung durch Joseph von Arimathia und Nikodemus sowie an die Mitwirkung von Maria und Maria Magdalena beim Begräbnis an. Der Heilig-Blut-Kult wurde durch Wallfahrten zu den Blutreliquien und besondere Ablässe populär.
Die sogenannte Heilig-Blut-Tafel von 1489 aus der Klosterkirche der Abtei Weingarten enthält die älteste bildliche Darstellung und die älteste volkssprachliche Übertragung der Heilig-Blut-Geschichte im deutschen Sprachraum: Hie nach volget die histori des hailgen pluotz cristi / wie das zelest in dis wirdig gotzhus kommen sy. Am ersten / wie der ritter longinus unseren herrn sin syten öffnet mit dem / und berüret sine finstri ougen mit dem usgeflossnen / pluot cristi und wrd gesechind und geloubig. item  („Es folgt die Geschichte des heiligen Blutes Christi, wie die Reliquie in dieses würdige Gotteshaus gekommen ist. Zuerst [sieht man,] wie der Ritter Longinus die Seite unseres Herrn mit dem [Speer] öffnet und seine blinden Augen mit dem ausgeflossenen Blut Christi berührt und sehend und gläubig wird“). Der Blutritt findet am Freitag nach Christi Himmelfahrt statt.
925 gelangte eine Heilig-Blut Reliquie mit Kreuz-Partikel in das Kloster Reichenau im Bodensee. Seit 925 wird jährlich am Montag nach dem Dreifaltigkeitssonntag (Trinitatis) das Heilig-Blut-Fest als Inselfeiertag gefeiert.